# Maquis

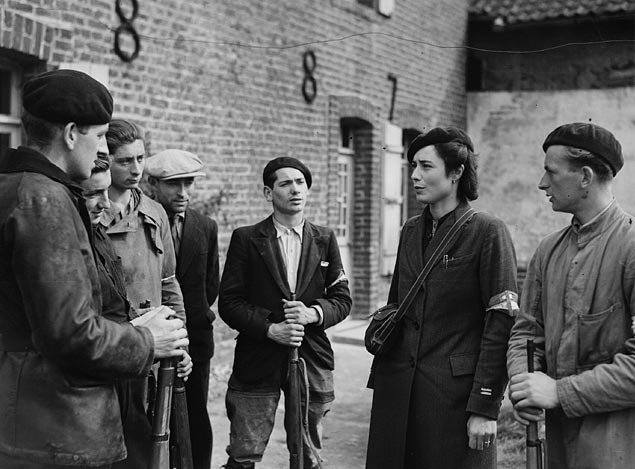
Oddział maquis FFI w Wimille, 14 września 1944

Maquis – określenie stosowane zarówno wobec oddziałów partyzanckich francuskiego ruchu oporu, jak i ich bojowników (fr. maquisards) walczących w czasie II wojny światowej.
Nazwa pochodzi od makii (fr. maquis), czyli zarośli tworzonych przez krzewy i niskie drzewa, charakterystycznych dla basenu Morza Śródziemnego, które dawały schronienie partyzantom.

## Historia francuskiej partyzantki
Za pierwszego francuskiego partyzanta uznawany jest Georges Guingouin ps. „Raoul”, weteran I bitwy o Francję i działacz Partii Komunistycznej, który poszukiwany przez służby porządkowe rządu Vichy schronił się w Soudaine-Lavinadière, tworząc zbrojną grupę patriotów. Pierwszy oddział maquis w strefie okupowanej powstał w marcu 1942 we Franche-Comté z inicjatywy dowództwa Wolnych Strzelców i Partyzantów (organizacja wierna stworzonemu przez komunistów Frontowi Narodowemu), jego dowódcą został weteran Brygad Międzynarodowych Pierre Georges ps. „Henri”. W następnych miesiącach tworzyły się kolejne oddziały partyzanckie, m.in. w grudniu 1942 Tajna Armia (organizacja wierna Komitetowi Wolnej Francji stworzyła redutę na Vercors).
Wzrost liczebności oddziałów maquis nastąpił w 1943 po utworzeniu Służby Pracy Obowiązkowej (Service du travail obligatoire) organizującej przymusowe wysyłki ludności cywilnej na roboty do Rzeszy, kiedy tysiące Francuzów zagrożonych wywózką uciekało do partyzantki. Okres największej aktywności maquis miał miejsce po utworzeniu Francuskich Sił Wewnętrznych (zjednoczony ruch oporu) i po wybuchu powstania narodowego (II bitwa o Francję).
Oddziały maquis operowały przede wszystkim w rejonach górskich oraz gęsto zalesionych. Na początku 1944 francuska Generalna Dyrekcja Służb Specjalnych podzieliła okupowany kraj na strefę maquis (regiony R1, R2, R3, R4, R5 i R6, region D bez Górnej Marny, cały podregion P1 oraz Nièvre z podregionu P3 i Cher z podregionu P2) i strefę sabotażu (pozostałe regiony FFI), w której oddziały partyzanckie działały tylko na dogodnym terenie, wątlej niż w strefie południowej, ze względu na warunki przyrodnicze i nasycenie wojsk hitlerowskich.
W szeregach maquis walczyli zarówno mężczyźni, jak i kobiety. Oprócz Francuzów w partyzantce służyli także obcokrajowcy (istniały oddziały złożone wyłącznie z nie-Francuzów m.in. polski Batalion FTP-FFI im. Adama Mickiewicza z Saony i Loary). Maquis używali mieszanego umundurowania francuskiego (zarówno wz. 35, jak i wz. 41), brytyjskiego, amerykańskiego i niemieckiego oraz ubrań cywilnych (do rangi symbolu urosły czarne berety oraz kurtki rowerowe), w okresie powstania narodowowyzwoleńczego na lewym ramieniu noszono opaski dostarczane drogą lotniczą z Algieru i Londynu lub wykonywane na miejscu. Maquis zamieszkiwali w opuszczonych chatach, stodołach, górskich grotach lub w wybudowanych przez siebie samodzielnie obozowiskach. Poszczególne zgrupowania maquis (tworzone początkowo przez plutony i kompanie, a następnie bataliony i brygady) swoje nazwy brały od regionu geograficznego (np. Alp Górnej Prowansji) oraz wydarzeń (np. Bir Hakeim) i postaci historycznych (np. Karola Młota).

## „Czarne (fałszywe) maquis”
Miano maquis noir lub faux maquis przypisano oddziałom partyzanckim, które pod przykrywką działalności zbrojnej przeciwko niemiecko-włoskiemu okupantowi i rodzimym kolaborantom dokonywały napadów na ludność cywilną. Najbardziej znanym „czarnym maquis” jest zgrupowanie z departamentu Indre i Loara dowodzone przez Georges’a Dubosq ps. „Lecoz”, przedwojennego recydywistę. Przeprowadzone śledztwo wykazało, że znany ze spektakularnych działań przeciwko Niemcom Dubosq stopień kapitana przyznał sobie samozwańczo a oddział partyzancki sformował dla przykrywki działalności przestępczej, w wyniku której zebrał majątek o wysokości 15 milionów franków, z rozkazu „Lecoz” mordowana była ludność cywilna i przeciwstawiający się jego wyczynom patriotyczni partyzanci. Za swoje zbrodnie został skazany na karę śmierci i stracony 16 maja 1946. Będący jego zastępcami por. Gilbert Morin i por. Charles Pageault otrzymali karę pięciu lat pracy przymusowej.
Jeszcze w 1945 na prowincji działały samowolne grupy, które pod przykrywką rozprawy z kolaborantami dokonywały grabieży.
Przed zjednoczeniem Ruchu Oporu we Francuskie Siły Wewnętrzne o bycie „fałszywym maquis”, tj. takim, które nie reprezentuje prawdziwych interesów francuskich, oskarżały się wzajemnie organizacje skłócone ze sobą politycznie. W drugiej połowie lat 40. XX wieku, ze względu na rodzące się napięcia między obozami proradzieckim i proamerykańskim, środowiska antykomunistyczne starały się zrównać z „fałszywym maquis” związanych z Francuską Partią Komunistyczną Wolnych Strzelców i Partyzantów.

## „Białe maquis”
Pod koniec sierpnia 1944, gdy powstanie narodowe ogarniało coraz większą część Francji, sekretarz generalny Milicji Francuskiej Joseph Darnand wyprowadził do zaanektowanej przez Rzeszę Alzacji, a następnie do Niemiec, ok. 4 tys. swoich podkomendnych. Tam hitlerowcy podjęli decyzję o wykorzystaniu byłych milicjantów do działań sabotażowych na tyłach wojsk alianckich, sami kolaboranci planowali zorganizować podziemie zbrojne walczące przeciwko Rządowi Tymczasowemu w obronie petainowskiej „Rewolucji Narodowej”. Operacja otrzymała kryptonim „Białe Maquis” mający odróżniać partyzantów faszystowskich od „komunistycznych czerwonych maquis”, z którymi utożsamiano Ruch Oporu i nowe władze.
Zrzut pierwszych jedenastu spadochroniarzy miał miejsce 15 grudnia 1944 w departamencie Corrèze (byłych milicjantów przetransportowano do wyzwolonej Francji zdobytą Latającą Fortecą). Wszyscy dywersanci na czele z dowódcą, Louis Pasthier, zostali w krótkim czasie aresztowani przez żandarmerię. Drugą, trzyosobową grupę przerzucono Dakotą w rejon Lagraulière 7 stycznia 1945.
Operacja okazała się całkowitą porażką, do Francji przerzuconych zostało jedynie 14-15 dywersantów, niemal natychmiast zdekonspirowanych i aresztowanych. Ogólną liczebność nie odgrywającej większej roli tzw. „białej partyzantki” szacuje się na ok. 100 osób (byli milicjanci i członkowie Francuskiej Partii Ludowej). Ostatni jej członkowie aresztowani zostali w departamencie Loara w 1947.

## Maquis poza Francją
Termin maquis określający partyzantkę we Francji stosuje się także wobec Hiszpanii (antyfaszystowska partyzantka walcząca z reżimem gen. Francisco Franco od 1939 do lat 50.) i Algierii (antyfrancuska partyzantka Frontu Wyzwolenia Narodowego).